# Luzerne lupuline
Medicago lupulina
Espèce
Classification phylogénétique

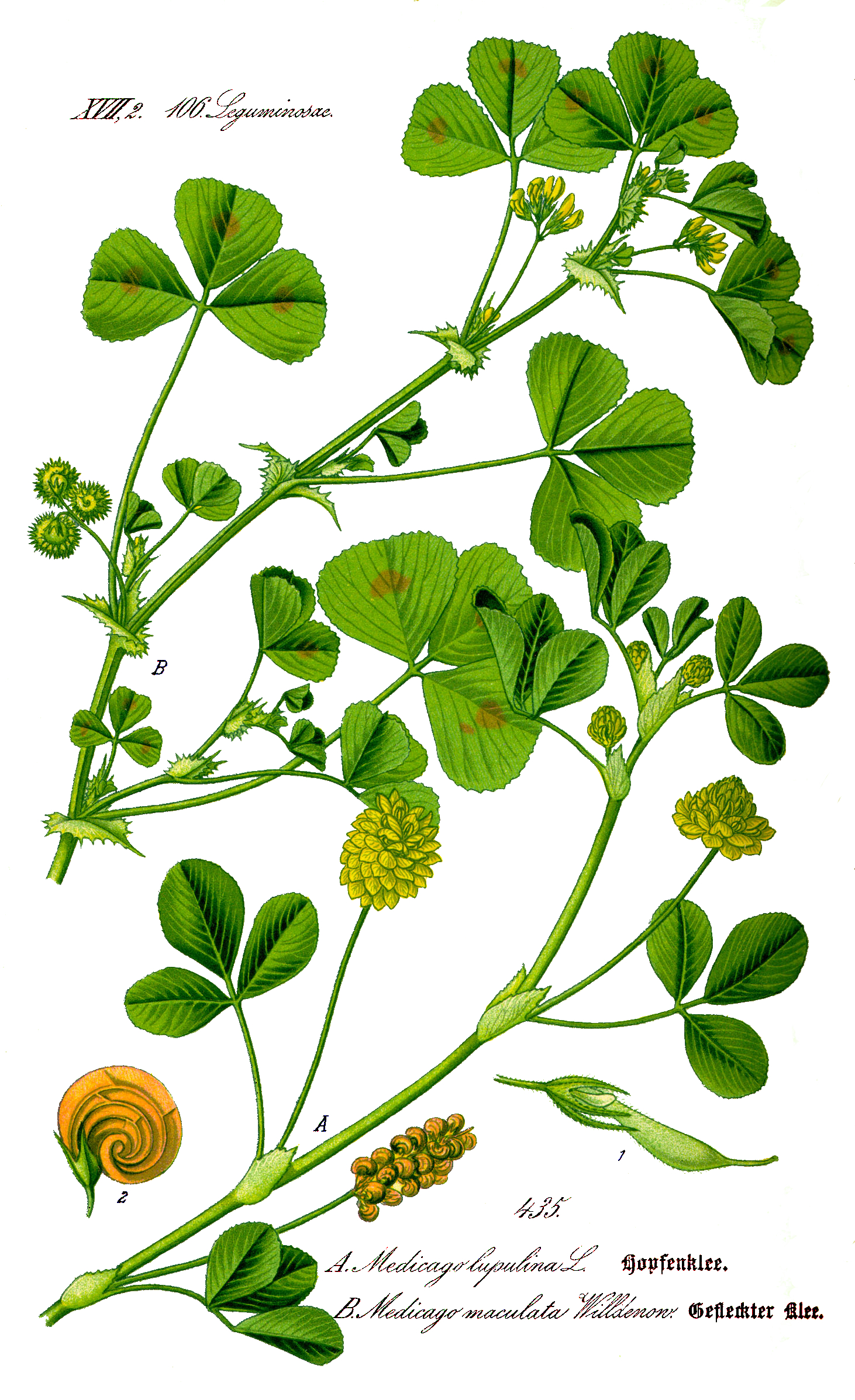
Illustration de Medicago lupulina.

La Luzerne lupuline ou minette (Medicago lupulina) est une espèce de plantes à fleurs de la famille des Fabacées. C'est une plante herbacée bisannuelle,assez commune dans les régions tempérées, parfois cultivée comme fourrage ou comme engrais vert.

## Nomenclatures
Noms vernaculaires : lupuline, minette, mignonnette.
On lui a également donné le nom de bujoline, en hommage au cultivateur Jacques Pierre Bujault qui l'avait introduite en Pays mellois au début du XIXe siècle.

## Confusion possible
La confusion est possible avec le Trèfle jaune, Trifolium dubium. Mais le Trèfle jaune ne possède pas de mucron (petite pointe au bout des folioles).

## Description
C'est une plante bisannuelle se ressemant facilement.  Elle atteint 15 à 80 cm de haut grâce à des tiges fines souvent couchées en début de croissance, se redressant ensuite.
Les feuilles trifoliolées, portées par un long pétiole, ont des folioles ovales, partiellement dentées vers le sommet. La foliole centrale étant portée par un pétiolule bien évident est garni d'une paire de stipules épaisses à son point de jonction avec la tige.
Les fleurs jaunes, très petites, sont groupées en grappes serrées, terminales compactes d'environ 1 cm de diamètre, au bout de longs pédoncules axillaires.
Le fruit est une gousse indéhiscente, de forme un peu arquée, légèrement torsadées et marquées de côtes bien visibles. La floraison a lieu du début du printemps jusqu'à la fin de l'automne, la chute des graines se produit durant presque toute cette période. Les gousses velues ou lisses, ne comprennent qu'une seule graine. 

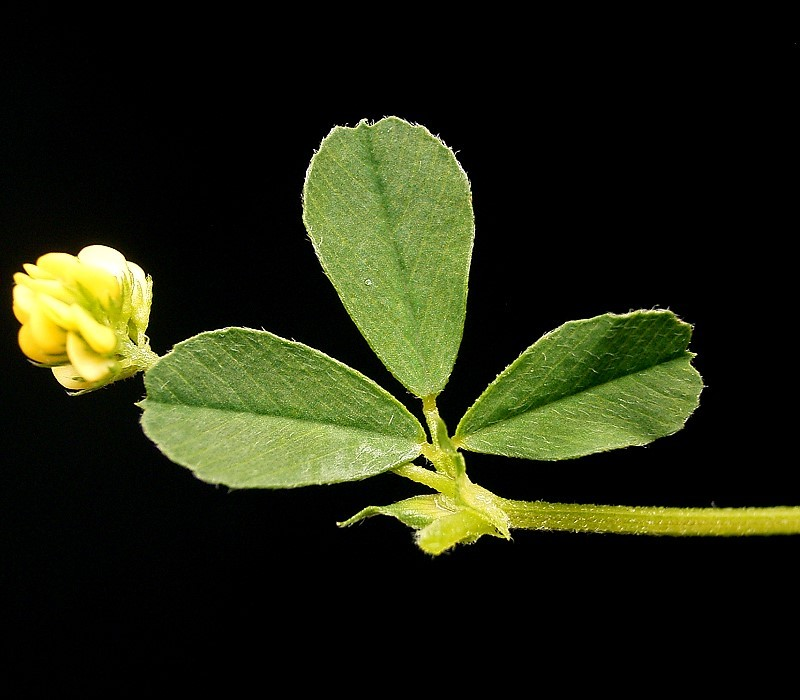
Feuille trifoliée, vue de dessus.
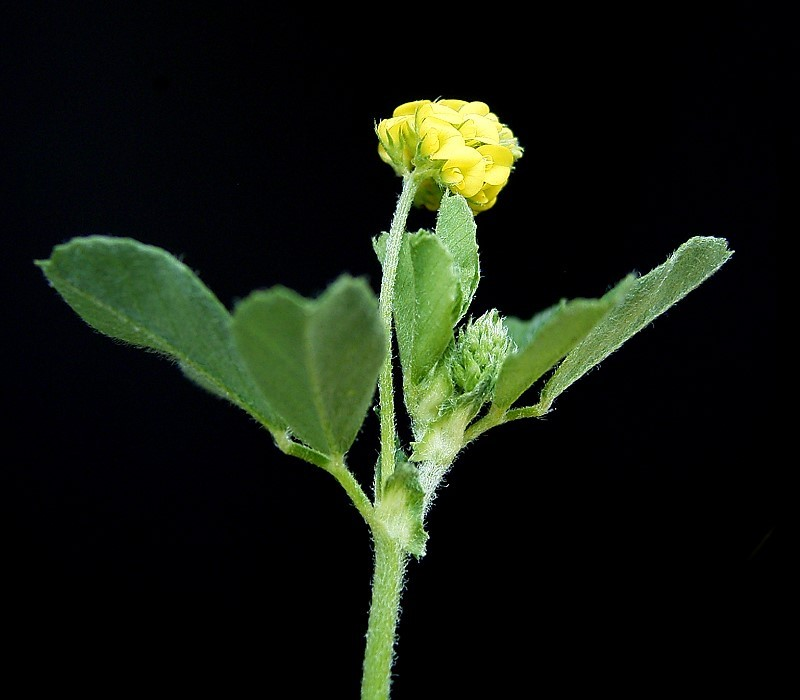
Feuille trifoliée, vue de dessous.
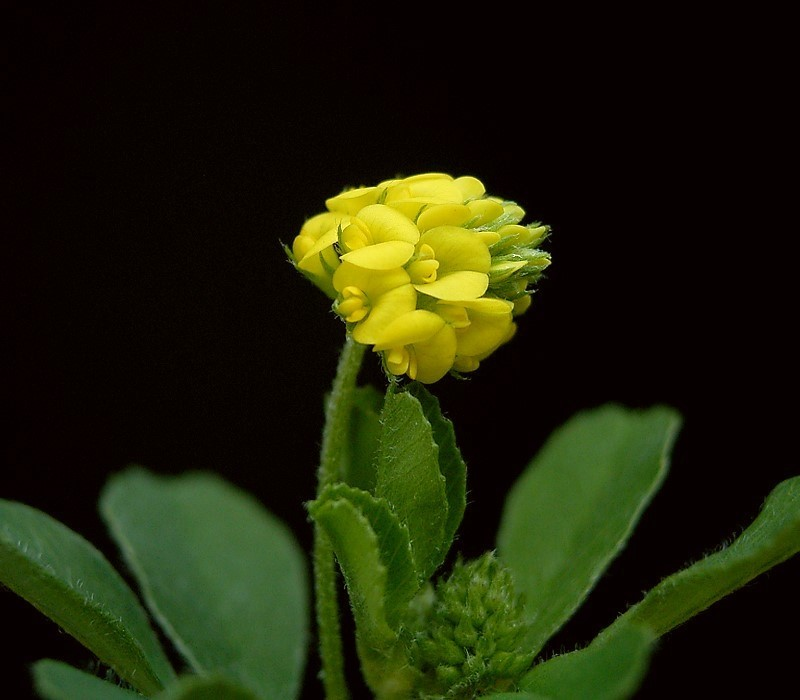
Fleur, de profil.
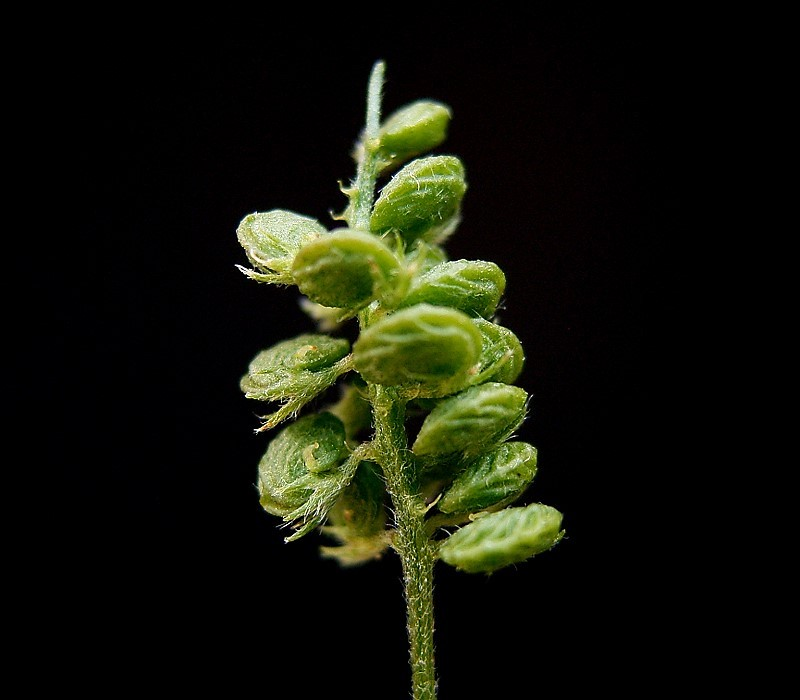
Fructifications.

## Distribution
Cette plante se rencontre maintenant sur tous les continents. Elle se plaît dans les terrains calcaires et secs, où elle souffre moins de la concurrence des autres plantes. Elle résiste bien au froid et se rencontre en montagne jusqu'à 2 200 m d'altitude.
En Suisse on la trouve dans les prairies de fauche de basse altitude Arrhenatherion.
Au Canada, dans l'Ontario, la « lupuline » est considérée comme une plante annuelle indésirable.

## Plante-hôte
La Luzerne lupuline nourrit les chenilles d’Euclidia glyphica L., la Doublure jaune.

## Utilisation
- Plante fourragère : relativement peu productive, mais de très bonne valeur fourragère, elle entre parfois dans la composition de prairies temporaires, surtout lorsque celles-ci sont implantées dans des terres légères et sèches. Elle se rencontre communément dans les pâturages naturels.

- Engrais vert : basse, résistante et enrichissant le sol en azote, elle peut être implantée en particulier dans les jardins pour couvrir le sol[6].

- Plante mellifère : sa richesse en nectar, sa longue durée de floraison et son aptitude à pousser en terrains secs, en font une espèce utile pour les pollinisateurs[7].